# 金杉 (船橋市)
金杉（かなすぎ）は、千葉県船橋市の地名である。本項では、関連地名の金杉町、金杉台についても記述する。現行行政地名は金杉が金杉一丁目から金杉九丁目、金杉台が金杉台一丁目および金杉台二丁目、金杉町が丁目の設定のない単独町名。郵便番号は金杉が273-0853、金杉台が273-0852、金杉町が273-0854。

## 概要

### 金杉の地理
海老川水系念田川（北部）・金杉川（北部）・高根川（南部）が流れているため、川付近では、1980年代まで稲作が盛んに営まれていたが、近年では休耕田が目立つ。金杉周辺の地形は地名の語源となっているように海退によって形成されたものであり、河川周辺の低地は、相当な軟弱地盤となっている。かつては、台地上では畑営まれ、台地上からの浸透水が豊富だった。しかし、昭和40年頃より、宅地開発が進み台地上の多くを占め、浸透水が減少している。このことは、海老川の洪水等の災害や低地の万年湿地化を軽減する作用がある一方で、水質浄化作用の軽減を招いてしまっている。

### 地名の由来
金杉の地名は、近世以来の村である葛飾郡南金杉村（葛飾郡にあった3つの金杉村の中でもっとも南に位置することから「南」をつけて区別された）」に由来する。なお、金杉の古名は、金曾木（かなそぎ）で、夏見御厨の郷の1つ。
金杉の語源は、以上の通りで、集落が丁度、ヤリガンナで削がれたような形をした台地上の傾斜地に作られたことから付けられたと考えられている。

### 地価
住宅地の地価は、2014年（平成26年）1月1日の公示地価によれば、金杉7-33-3の地点で8万0300円/m2となっている。

## 歴史
関連記事「千葉県」・「船橋市」・「八栄村」の記事も参照。
飛鳥から平安時代
金杉集落に関する初出文献は、『船橋大神宮旧蔵文書(平安時代末期)』の写しで、伊勢神宮へ寄進された夏見御厨の郷の一つとして『金曽木郷』という名称で登場する。ただし、この文書は、船橋大神宮の所領拡大の根拠にしようとした戦国期の偽文書という説があり、疑問視されている部分がいくつかある。この文書によると。それ以降の文献については、江戸時代初期まで確実のものは見当たらない。住民の言い伝えでは、平安時代に荘園開発のため、越後から移住した家（経緯は不明）、戦国乱世の中で甲州武田家の滅亡から落ち延び同地に土着したという家、明治維新時に領地だった同地に帰農したという家などいくつかの伝承が存在する。村の言い伝えでは、草分け六軒と呼ばれる旧家（現在存在しない家も複数ある）が金杉集落の原点といわれている。草分け六軒の分布を見ると少なくとも鎌倉時代末期 には、郷村と呼ばれるゆるやかな村落結合が形成されはじめていたと思われる。
鎌倉から戦国時代
室町期から戦国期になると金杉集落の周辺では、関東管領・古河公方をはじめとする関東の諸氏豪族の争いが長い間続き、集落の安全も脅かされていたようで、どう危機を乗り越えてきたかという逸話がいくつか残されている。例えば、上杉謙信による関東出兵の際には、集落内の越後国出身衆を中心に白旗を掲げ、抵抗の意思がないことを示し、村の安全を確保、後にそのことに由来する白旗神社という名の神社を建立したという。実際、金杉集落の南西側の端（村の入口付近）には金杉城と呼ばれる中世城址跡が残っており、室町時代の板碑も出土している。少し以前まで、旧家には、古い時代の槍や刀なども残されており、城主 は誰だったのか定かではないが、村落自衛等のため、武士団のような武装集団が組織されたのではないかと考えられている。このような状況は、1590年に徳川家康の領地となり、刀狩が行われるまで続いたとみられる。
明治から太平洋戦争まで
明治時代になると小金牧が消滅し、草銭場も金杉村の範囲に含まれ、ほぼ、現在の金杉地区（金杉金杉台金杉町）の範囲となった。金杉村は、周辺の集落と合併し、八栄村という東葛飾郡の中の地方行政体を組織し、役場が金杉集落（現在の金杉十字路周辺に設置され、1937年に船橋市が成立するまで、政治の中心的な地域となった。

### 地区・地名の沿革
現在の町界は、住居表示整備のため、河川や道路などを基準に境界を定めているため、旧村の境界とは一致しないので注意が必要である。
古代
- 当地区及び近隣の二和西には旧石器時代・縄文時代の遺跡が残されていることから約3万年前には人が住んでいたとされる。
- 5世紀頃に大和王権の勢力下[9] にはいる。
- 古墳時代には捄国の印波国造・千葉国造のいずれかに属す。また、本地区周辺にもこの時代の遺跡が残されている。
- 律令時代に捄国が安房、上総、下総の三国に分割。下総国葛飾郡に属す。

中世
- 10世紀頃に越後国出身の人々を中心に水田開発[10] が本格化する。（伝・平安時代）
- 1138年 伊勢神宮に寄進され、夏見御厨(船橋御厨)が成立する。
- 1311年 船橋大神宮の古文書に「金曽木郷」の文字が現れる。
  - 1138年から1311年にかけての開発によって、金杉の稲作面積が7町1反半(約70909m2)から23町1反(約229091m2)に拡大。
- 1186年 伊勢神宮の御厨から後白河院領となる。
- 室町時代頃に夏見御厨が消滅する。
- 戦国時代前後に下総国西部が千葉氏家臣の原氏の領地になる。
- 1566年 上杉謙信による攻撃の際、原氏が臼井城へと本拠を撤退。栗原・船橋の領地が小金城城主高城胤辰に移譲される。

近世
- 1590年 北条氏滅亡に伴い、徳川家康が関東に転封。家臣だった武田信吉の知行地の一部となる。
- 1591年 徳川氏の領地となり検地が行われる。
- 1592年 武田信吉の佐倉転封に伴い、秋山昌秀の知行地となる。
- 江戸時代に税徴収など管理上の理由から「南金杉」と区別、下総国葛飾郡南金杉村となる。
  - 小金牧の設置に伴い、金杉村が野付村になり、木戸以北の土地が草銭場となる。
- 1690年 秋山正俊（正房）の代に駿河国駿東郡に転封され、幕府直轄領となる
  - 武田領時代の重い年貢取立ての体験から馬込沢台地上の野馬除土手までの土地を馬込へ、二和西下の谷津を鎌ケ谷村へ、金杉東側の谷津を高根村に移譲し、耕作面積の削減を計る。
- 1693年 一色、稲垣、山高氏三家の知行地として分割統治される。
- 1855-1856年 野馬除土手設置を巡り、近隣の高根村と地境争いが起こる。
- 1868年 市川・船橋戦争の戦場になる。

近代
- 明治時代に木戸以北の草銭場が南金杉村に再び編入、金蔵寺が御滝不動へ移る。
- 1872年4月 戸籍法に伴い、郡・町村が廃止、葛飾県の管轄となり、大区小区がおかれる。
- 1872年11月 印旛県の成立に伴い管轄に移行、第1大区4小区[11] に属す。
- 1873年9月 大区の区画を改めて、7大区74小区となる。印旛県第1大区（葛飾区）4小区に属す。（法典村・塚田村と連合小区扱所を上山新田に設置。）
- 1874年7月 千葉県の設置に伴い、大小区の区画改正が行われ、千葉県第12大区第4小区(同連合)に属す。
- 1878年1月 大区小区の大規模な改正に伴い、千葉県第11大区第12小区(同連合)に移行する。
- 〃 7月 郡区町村編制法が公布され、郡・町村制が復活する。
- 〃 9月 南金杉・後貝塚・高根による戸長配置連合（独立）町村が成立、戸長役場が金杉におかれる。
- 1889年4月 市制町村制施行に伴い、東葛飾郡八栄村が成立。当地区は八栄村大字南金杉となり、村役場が当地に置かれる。
- 1937年4月 船橋市の新設合併に伴い、千葉県船橋市大字南金杉となる。
- 1939年 内務省が昭和放水路を計画、村域で用地買収するも、日中戦争による資金不足によって中断。
- 1940年 新町名設定に伴い千葉県船橋市金杉町となる。
- 1945年4月 本土決戦用に編成された第52軍山砲兵93連隊（長野県出身184名）が高根国民学校・金杉公会堂に駐屯する。

現代
- 1948年8月 新京成電鉄新京成線（現・京成松戸線）新津田沼〜滝不動間が開通。
- 1949年4月 船橋市立御滝中学校開校（前身は1947年設置の高根・三咲中学校）
- 1950年4月 御滝公園が開設。（金蔵寺所有地を船橋市に無償提供）
- 1951年4月 船橋市立馬込霊園が開設。（金杉村の土地所有者が敷地を船橋市に提供）
- 1952年 県道船橋取手線(高根道)の工事を開始（3年後完成）。
- 〃 9月 滝不動のさくらまつりが始まる。（市観光協会主催）
- 1957年2月 桜ヶ丘土地付分譲住宅（市営）が売出。
- 1958年12月 新京成バスが船橋市内奥部開発に伴い、小室線（船橋駅北口〜小室）、高根線（船橋駅南口〜三咲駅）を含む六路線の営業を開始。
- 1960年4月 金杉町町会73戸、桜ヶ丘自治会136戸。
- 1964年8月 新京成線（現:京成松戸線）新津田沼〜滝不動間が複線化。
- 1965年4月 県道夏見小室線の拡張舗装工事(道幅が6m-13m)に伴い、近辺の神社が豊受神社に合祀される。
- 〃 11月 船橋市立夏見総合運動公園が完成。（金杉村の土地所有者が敷地を船橋市に提供）
- 1966年4月 農協合併に伴い、船橋農協組合が誕生する。
- 1970年4月 金杉台団地が造成、金杉町の一部が住居表示実施により金杉台1-2丁目となる[12]。
- 1971年8月 金杉台団地の入居が始まる。
- 1975年4月 金杉市民の森開設。（金杉村の土地所有者が敷地を船橋市に提供）
- 1978年4月 船橋市立金杉小学校開校。
- 1982年4月 住居表示実施に伴い、金杉町の一部が金杉1-9丁目となる[12]。
- 1983年4月 船橋市立医療センターが開設。（金杉村土地所有者が敷地を船橋市に提供）
- 2007年11月 金杉が8,114人、金杉台が3,270人、金杉町[13] が328人、合計11,712人（船橋市調べ）。

補足
- 金杉6丁目にある御滝公園に隣接した御滝不動尊金蔵寺に「滝不動」の由来となった御滝が今でも流れている。現在の金蔵寺が立地している地域周辺の小字を見てみると「滝不動」に関連する地名が多く存在し、1950年頃までは、隣接する現在の南三咲の一部を含む東部一体は「御滝不動」と呼ばれていた。
- 船橋市立夏見総合運動公園がある地域は、「夏見台」という地名になっているが、かつては、金杉村の一部で、地主の寄付によって運動公園が造られた。

### 地区の成立ち
平安期 - 昭和初期
旧家（草分け）の殆どは高台（山）の上に存在する。各家ごとの伝承や本家分家の分布を調査してみると、中世城址を要（金杉1 - 3丁目と9丁目周辺）に北東側に集落が形成されて来たと考えられる。また、1880年-1886年にかけてつくられた迅速測図 と1956年（昭和31年）の白地図を比較すると1960年以前まで目立った開発が行われておらず、城址、各民家の入口、神社仏閣の参堂と接するように一本の村道が有機的な線を描きながら南北に伸びていることが確認で出来るなど、中世頃までの集落の構成・構造についてある程度確認することが可能である。また、村の村道や耕作道などについても現在でも一部確認することが可能で、小道や坂によっては呼称がつけられている。
村の入口（入口付近の細い道端には道祖神を確認することが出来るほか、その周囲の道は、外敵を防ぐためか、一層道幅が狭く、両側には土塁が存在する）は、金杉城址のすぐ南側にあり、台地から低地へと傾斜している。また、その周辺の台地（船橋市立医療センター周辺の台地）には「馬立場」という小字が見られることから、集落内で使用した馬（軍馬・農耕馬）を放牧、あるいはつないでおく様な場所が存在したのではないかと考えられている。

## 金杉の人物

### 金杉出身の著名人
- 湯浅市太郎（元政治家、八栄村第2代村長、惣右衛門家・ハナ）
- 石井良三郎（元政治家、八栄村第3代村長、源左衛門家・カド）
- 米井實（元政治家、八栄村第4代村長、庄左衛門家）
- 湯浅丑松（元政治家、八栄村第6代村長、惣右衛門家・ハナ）
- 鈴木敬（元政治家、八栄村第？代村長、紋右衛門家）
- 金湊（元大相撲力士）
- 中村和一（元帝国陸軍軍人）
- 奥山道郎（元帝国陸軍大尉、義烈空挺隊隊長、生まれは三重県、千葉中卒）

### 金杉にゆかりのある人物
- 川島正次郎の船橋地区での選挙活動では御滝不動尊が演説場としてよく使用され、その際には必ず船橋駅から徒歩にて赴き、寺の宿坊に一泊して村人と親交を深め、翌日徒歩にて帰っていたという。

## 交通
最寄り駅
- 東部：京成電鉄松戸線滝不動駅・高根公団駅
- 北部：東武鉄道野田線馬込沢駅
- 南西部：東武野田線塚田駅

その他、千葉県道8号船橋我孫子線（船取県道）と千葉県道288号夏見小室線が町内を走り、金杉十字路で交差する。

## 金杉1 - 9丁目

### 隣接町名
- 二和西（北）
- 二和東（北東）
- 南三咲（北東 - 東）
- 新高根（南東）
- 緑台（南東 - 南）
- 高根町（南）
- 金杉町（南西・北西 - 北）
- 夏見町（南西）
- 夏見台（南西 - 西）
- 金杉台（北西）

### 世帯数と人口
2017年（平成29年）11月1日現在の世帯数と人口は以下の通りである。
| 丁目       | 世帯数    | 人口    |
| ---------- | --------- | ------- |
| 金杉一丁目 | 59世帯    | 139人   |
| 金杉二丁目 | 90世帯    | 172人   |
| 金杉三丁目 | 133世帯   | 302人   |
| 金杉四丁目 | 295世帯   | 623人   |
| 金杉五丁目 | 653世帯   | 1,535人 |
| 金杉六丁目 | 341世帯   | 774人   |
| 金杉七丁目 | 992世帯   | 2,147人 |
| 金杉八丁目 | 683世帯   | 1,531人 |
| 金杉九丁目 | 233世帯   | 503人   |
| 計         | 3,479世帯 | 7,726人 |

### 小・中学校の学区
市立小・中学校に通う場合、学区は以下の通りとなる
| 丁目       | 番地                   | 小学校               | 中学校             |
| ---------- | ---------------------- | -------------------- | ------------------ |
| 金杉一丁目 | 全域                   | 船橋市立高根小学校   | 船橋市立御滝中学校 |
| 金杉二丁目 | 全域                   | 船橋市立高根小学校   | 船橋市立御滝中学校 |
| 金杉三丁目 | 全域                   | 船橋市立高根小学校   | 船橋市立御滝中学校 |
| 金杉四丁目 | 全域                   | 船橋市立金杉台小学校 | 船橋市立御滝中学校 |
| 金杉五丁目 | 全域                   | 船橋市立金杉台小学校 | 船橋市立御滝中学校 |
| 金杉六丁目 | 1～24番                | 船橋市立金杉台小学校 | 船橋市立御滝中学校 |
| 金杉六丁目 | 25～28番               | 船橋市立二和小学校   | 船橋市立御滝中学校 |
| 金杉七丁目 | 1～11番                | 船橋市立金杉台小学校 | 船橋市立御滝中学校 |
| 金杉七丁目 | 12～56番               | 船橋市立金杉小学校   | 船橋市立御滝中学校 |
| 金杉八丁目 | 1番～18番 24番 ・ 25番 | 船橋市立金杉小学校   | 船橋市立御滝中学校 |
| 金杉八丁目 | 19番～23番             | 船橋市立高根小学校   | 船橋市立高根中学校 |
| 金杉九丁目 | 全域                   | 船橋市立高根小学校   | 船橋市立御滝中学校 |

### 施設
- 市立医療センター（1丁目）
- 金杉幼稚園（3丁目）
- 御滝公園（6丁目）
- 御滝不動尊金蔵寺（6丁目）
- 船橋市立御滝中学校（6丁目）
- 船橋市立金杉小学校（7丁目・8丁目）
- マルエツ（7丁目）
- 第二船橋ひまわり幼稚園（8丁目）
- 金杉テニスクラブ（9丁目）

### 町内会・自治会
- 金杉町会（かなすぎちょうかい）
- 通山睦自治会（つうやまむつみじちかい）
- 金杉旭町会（かなすぎあさひちょうかい）
- 御滝さくら町会（おたきさくらちょうかい）
- グリーンヒルズ金杉自治会（ぐりーんひるずかなすぎじちかい）
- みずほ町会（みずほちょうかい）
- 良友町会（りょうゆうちょうかい）
- パナタウン金杉自治会（ぱなたうんかなすぎじちかい）
- 金杉みどり町会（かなすぎみどりちょうかい）
- 御滝町会（おたきちょうかい）
- 金杉桜ヶ丘自治会（かなすぎさくらがおかちょうかい）

## 金杉台1・2丁目
金杉台（かなすぎだい）は、金杉北部の地名。一帯が金杉台団地。

### 隣接町名
- 金杉（北東 - 東 - 南東 - 南 - 南西）
- 金杉町（南西 - 西 - 北西 - 北）
- 二和西

### 世帯数と人口
2017年（平成29年）11月1日現在の世帯数と人口は以下の通りである。
| 丁目         | 世帯数    | 人口    |
| ------------ | --------- | ------- |
| 金杉台一丁目 | 622世帯   | 1,141人 |
| 金杉台二丁目 | 792世帯   | 1,398人 |
| 計           | 1,414世帯 | 2,539人 |

### 小・中学校の学区
市立小・中学校に通う場合、学区は以下の通りとなる
| 丁目         | 番地 | 小学校               | 中学校             |
| ------------ | ---- | -------------------- | ------------------ |
| 金杉台一丁目 | 全域 | 船橋市立金杉台小学校 | 船橋市立御滝中学校 |
| 金杉台二丁目 | 全域 | 船橋市立金杉台小学校 | 船橋市立御滝中学校 |

### 施設
- 船橋市立金杉台中学校（1丁目）
- 船橋市立金杉台小学校（2丁目）
- 市立金杉台保育園（1丁目）
- 金杉台団地（1・2丁目）
- 金杉台児童ホーム（2丁目）

### 町内会・自治会
- 金杉団地分譲自治会（かなすぎだんちぶんじょうじちかい）
- 金杉団地自治会（かなすぎだんちじちかい）

## 金杉町
1940年成立の金杉町は、住居表示実施により大部分が金杉1〜9丁目・金杉台1〜2丁目となったが、一部地区が住居表示未実施地区として残存している。金杉町として残存するのは、金杉台・金杉と馬込町に挟まれた細長い町域と、金杉1丁目南方の地区である。特筆すべき施設はない。

### 隣接町名
- 南鎌ケ谷（鎌ケ谷市）（北 - 北東 - 東）
- 金杉台（東 - 南東）
- 金杉（南 - 南西・飛び地北西 - 北 - 北東）
- 夏見台（西）
- 馬込町（西 - 北西 - 北）
- 高根町（飛び地北東 - 東 - 南東）
- 夏見町（飛び地南東 - 南 - 南西 - 西 - 北西）

### 世帯数と人口
2017年（平成29年）11月1日現在の世帯数と人口は以下の通りである。
| 町丁   | 世帯数  | 人口  |
| ------ | ------- | ----- |
| 金杉町 | 185世帯 | 404人 |

### 小・中学校の学区
市立小・中学校に通う場合、学区は以下の通りとなる
| 番地                        | 小学校                                                | 中学校                                                                 |
| --------------------------- | ----------------------------------------------------- | ---------------------------------------------------------------------- |
| 890番地1 890番地5～70       | 船橋市立高根小学校 船橋市立法典東小学校 ※どちらか選択 | 船橋市立御滝中学校 船橋市立旭中学校 船橋市立金杉台中学校 ※どちらか選択 |
| グリーンハイツ（1191番地9） | 船橋市立金杉台小学校                                  | 船橋市立金杉台中学校                                                   |
| その他                      | 船橋市立高根小学校                                    | 船橋市立御滝中学校 船橋市立金杉台中学校 ※どちらか選択                  |